# تپه چهل دین
تپه چهل دین مربوط به دوران پیش از تاریخ ایران باستان تا دوران‌های تاریخی پس از اسلام است و در شهرستان بهشهر، بخش مرکزی، روستای قره تپه واقع شده و این اثر در تاریخ ۱۷ اسفند ۱۳۸۱ با شمارهٔ ثبت ۷۸۵۳ به‌عنوان یکی از آثار ملی ایران به ثبت رسیده است.